# David McMurtrie Gregg
David McMutrie Gregg (Huntingdon, 10 aprile 1833 – Reading, 7 agosto 1916) è stato un generale e diplomatico statunitense.

## Biografia

### I primi anni e la carriera
Gregg nacque a Huntingdon (Pennsylvania). Era cugino di primo grado del futuro governatore della Pennsylvania Andrew Curtin e nipote del congressista Andrew Gregg. Studiò e si diplomò alla United States Military Academy (West Point) nel 1855 ed ottenne il brevetto di sottotenente nel 2º reggimento dragoni. A West Point, studiò al fianco di J.E.B. Stuart e di Philip Sheridan, che rincontrerà poi nella guerra civile.
Nel territorio del New Mexico gli venne affidato il comando di una compagnia di dragoni. La sua unità venne quindi destinata in California dove si recò con l'amico Dorsey Pender. Successivamente raggiunse Fort Vancouver, nel territorio di Washington. Durante questo viaggio, il tenente Gregg ebbe il proprio battesimo del fuoco, combattendo con soli 160 uomini contro 1 000 indiani che li avevano circondati. Il combattimento durò per tre giorni e, anche se le perdite furono lievi, Gregg riuscì a ritirarsi combattendo in sicurezza.

### La guerra civile

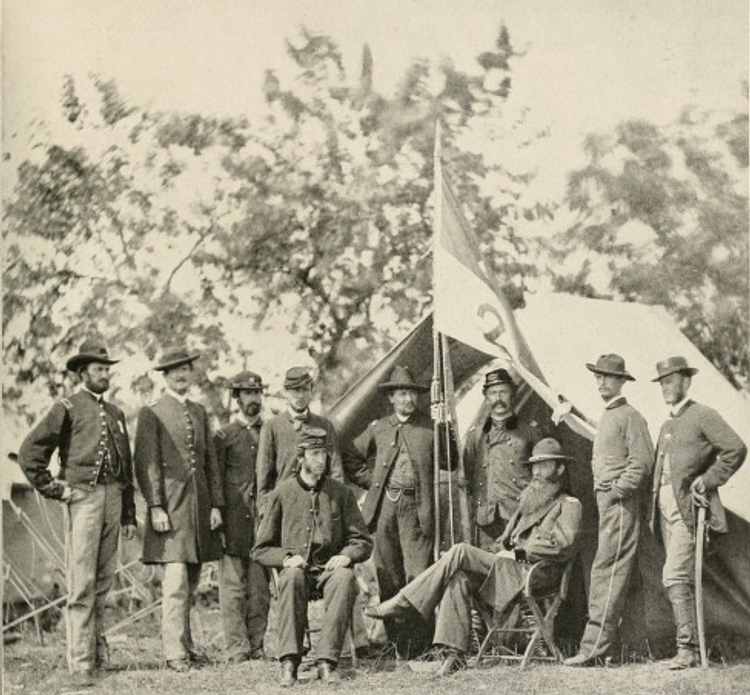
Il generale unionista David McMurtrie Gregg (seduto con cappello e barba) ed il suo staff

All'inizio della guerra civile americana, Gregg tornò a Washington, D.C., dove venne promosso capitano del 3º cavalleria e venne poco dopo trasferito al 6°. Sviluppò una febbre tifoidea e per poco non rischiò di morire all'ospedale di Washington a causa di un incendio scoppiato nella struttura. Nel gennaio del 1862 venne promosso colonnello dell'8º reggimento di cavalleria.
Gregg e il suo reggimento combatterono nella campagna peninsulare, dove lui ebbe modo di distinguersi nella Battaglie dei Sette Giorni, riuscendo a coprire la ritirata unionista. La battaglia di Antietam fu il suo successivo impiego militare, ma in essa la cavalleria ebbe un ruolo secondario. Ricevuto un permesso, sposò Ellen F. Sheaff il 6 ottobre 1862, nella contea di Montgomery; la coppia andò a New York City in luna di miele.
Gregg venne promosso generale di brigata appena prima della battaglia di Fredericksburg. Come a Antietam, la cavalleria venne sottoutilizzata e tenuta in riserva. Comandò una brigata nella divisione di Alfred Pleasonton. Gregg venne poi inviato ad assumere il comando di un'altra brigata di cavalleria quando il suo comandante, il generale di brigata George Dashiell Bayard, fu ucciso. Dopo che il maggiore generale Joseph Hooker ebbe assunto il comando della demoralizzata Armata del Potomac, riorganizzò la cavalleria perché potesse essere utilizzata effettivamente sul campo. Gregg decise pertanto di rimuovere le unità di cavalleria dai vari corpi e divisioni e di consolidarle come corpo separato al comando del maggiore generale George Stoneman. Gregg assunse il comando della 3ª divisione nel febbraio del 1863.
Alla Battaglia di Chancellorsville, il corpo d'armata di Stoneman, inclusa la divisione di Gregg, venne inviato a combattere il fianco destro dell'armata del generale Lee per puntare sulla sua retroguardia. Il combattimento durò nove giorni e raggiunse gli obiettivi prefissati, ma ebbe poca rilevanza strategica e Stoneman venne criticato per la mancanza di aggressività e per non essere stato in grado di tenere lontano il grosso delle forze confederate dal campo di battaglia. Il maggiore generale Alfred Pleasonton allora rimpiazzò Stoneman al comando del corpo di cavalleria.
Con l'inizio della campagna di Gettysburg, le truppe di Lee si mossero da Fredericksburg provocando preoccupazione nelle forze unioniste ed a Pleasonton venne ordinato di inseguirle. Fu allora lanciato un attacco a sorpresa sul maggiore generale J.E.B. Stuart a Brandy Station, e questo fu l'attacco di maggior peso della cavalleria in tutta la guerra. L'assalto iniziale venne compiuto attraversando il Rappahannock River presso Beverly Ford al comando del brigadiere generale John Buford. Mentre Buford attaccava, Gregg guidò la 2ª e la 3ª divisione attraverso il Kelly's Ford per attaccare il fianco nemico e la retroguardia dei confederati presso Fleetwood Hill, dove si trovava il quartier generale di Stuart. Il combattimento fu impegnativo, quasi corpo a corpo. I confederati riuscirono però a respingere Gregg e la battaglia fu una disfatta, per quanto dando una pesantemente umiliazione a Stuart.
Nel corso della campagna di Gettysburg, Pleasonton riorganizzò il suo corpo e Gregg ottenne il comando della 2ª divisione. Guidò la cavalleria ad Aldie, Middleburg e Upperville. Mentre il suo amico generale di brigata John Buford stava iniziando la battaglia di Gettysburg il 1º luglio 1863, Gregg ottenne l'ordine di muovere a nord. La sua divisione giunse a mezzogiorno del 2 luglio e prese posizione per proteggere il fianco destro e la retroguardia dell'esercito unionista. Il 3 luglio presero posizione a tre miglia ad est di Gettysburg, in quello che oggi è noto col nome di "East Cavalry Field", le forze di Stuart con la divisione di Gregg e con la brigata del generale George A. Custer della 3ª divisione. Ancora una volta la battaglia che ne seguì fu feroce.
Il 16 luglio, nel corso della Battaglia di Williamsport nell'Armata della Virginia del Nord, la divisione di Gregg si scontrò con le brigate di cavalleria dei generali Fitzhugh Lee e John R. Chambliss presso Shepherdstown.
Nell'ottobre del 1863, Lee tentò di fiancheggiare l'armata unionista presso Warrenton (Virginia). La divisione di Gregg ritardò Lee sino a quando non giunse il II corpo d'armata comandato dal maggiore generale Gouverneur K. Warren a bloccare l'azione.
Gregg comandò il corpo di cavalleria dell'Armata del Potomac all'inizio del 1864 sino all'arrivo del maggiore generale Philip Sheridan, che comandò la cavalleria nelle forze del tenente generale Ulysses S. Grant nella campagna terrestre. L'uso più significativo che fece Gregg della cavalleria durante questa campagna fu la protezione dei movimenti dell'armata unionista a sud e poi nella battaglia di Yellow Tavern, dove J.E.B. Stuart venne mortalmente ferito, infliggendo ai confederati un pesante colpo. La divisione di Gregg venne coinvolta pesantemente anche nella battaglia di Haw's Shop, dove combatté le truppe di Wade Hampton ad ovest di Hanovertown, Virginia. Hampton aveva la superiorità numerica, ma gli uomini di Gregg disponevano dei più moderni Spencer. Infine, la brigata di Custer attaccò malgrado il terreno difficile, scalzando gli uomini di Hampton dalla loro posizione.
Il combattimento terminò nella battaglia di Trevilian Station, con la cavalleria di Sheridan che si ritirò verso Bermuda Hundred. La divisione di Gregg coprì ancora una volta la ritirata dei suoi nella battaglia di Saint Mary's Church. La divisione di Gregg sopravvisse a un pesante attacco diretto da Wade Hampton, ma perse diversi prigionieri, incluso il colonnello Pennock Huey.
Gregg comandò la divisione di cavalleria che rimase presso Petersburg mentre Sheridan era impegnato nella campagna di Shenandoah Valley contro Jubal Early. Nel suo ruolo di comandante di cavalleria, Gregg coprì ancora una volta i movimenti degli unionisti nell'assedio di Petersburg. La divisione di Gregg venne in particolare coinvolta nella seconda battaglia di Deep Bottom, nella seconda battaglia di Ream's Station e nella battaglia di Peebles' Farm. Verso la fine del suo impiego militare, venne promosso maggiore generale.

### Gli ultimi anni

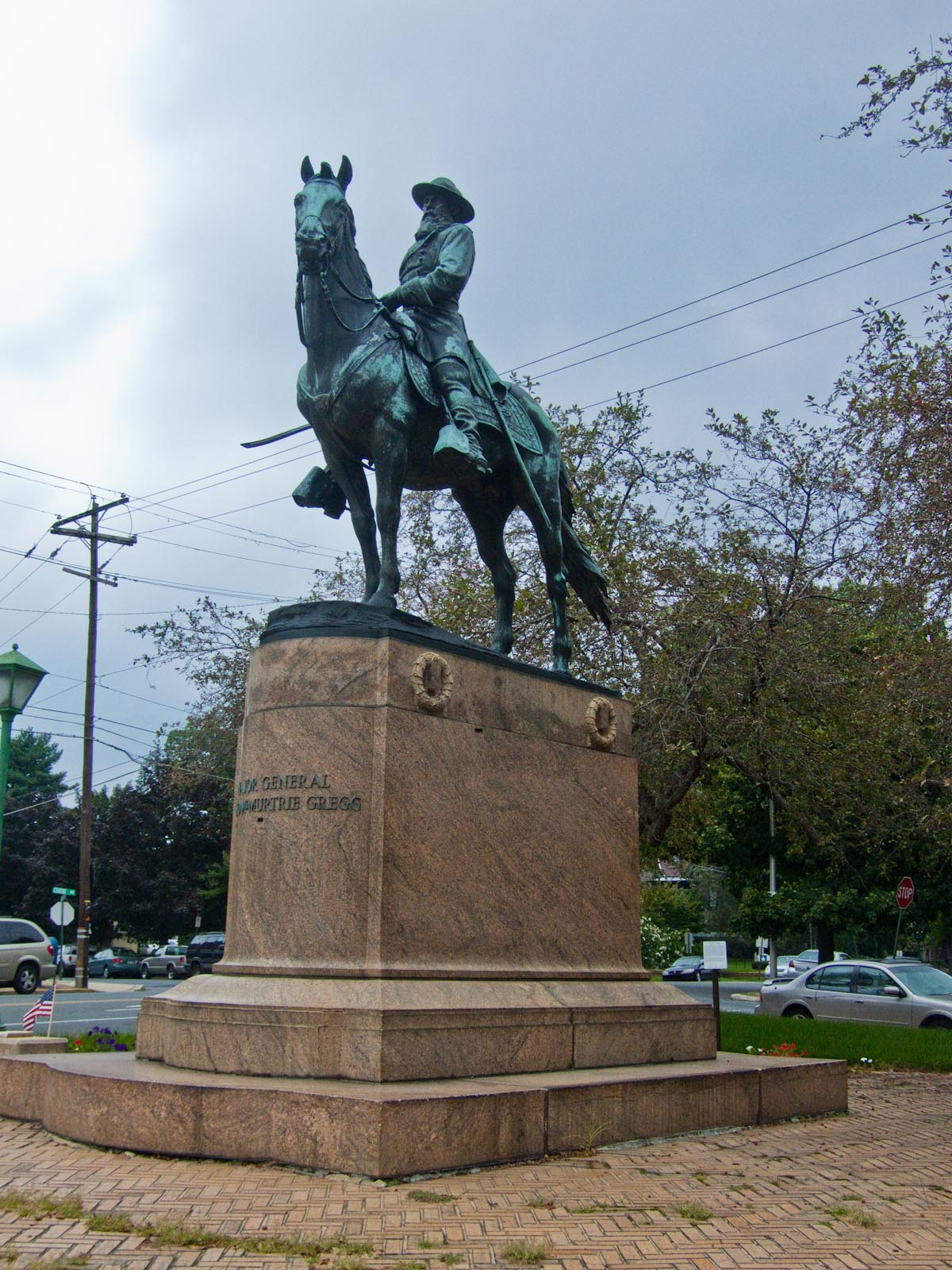
La statua equestre al generale Gregg (1922), di Augustus Lukeman, Centre Park, Reading, Pennsylvania

David Gregg si dimise dall'esercito il 26 gennaio 1865 con la seguente lettera:
Le vere ragioni delle dimissioni di Gregg prima della fine della guerra non sono note. Secondo la biografia stesa da Edward Longacre sulla figura del generale John Buford, Gregg temeva fortemente di morire in battaglia e i suoi nervi 
sul finire del 1864 apparivano ormai così tesi da impedirgli di proseguire col servizio attivo. Rinunciando a prendere parte attiva alla campagna di Appomattox, si insediò a Reading (Pennsylvania) con sua moglie. Si dedicò a dirigere le coltivazioni di una fattoria a Milford, nel Delaware, ma la sua vita sembrò a tutti più vuota dopo aver lasciato l'esercito. Nel 1868 tentò di rientrare nell'esercito, ma l'incarico che desiderava andò a suo cugino John Irvin Gregg e pertanto lui scelse di rimanere civile. Nel 1874 venne nominato dal presidente Grant al ruolo di console statunitense a Praga, nell'allora Impero austriaco, ma ben presto dovette tornare a casa per affrontare la malattia della moglie.
Gregg raccolse quindi fondi per il sacrario nazionale di Valley Forge. Visitò Gettysburg Battlefield diverse volte e tenne dei discorsi pubblici sulla guerra civile passata. Nel 1891 entrò in politica e venne eletto uditore generale della Pennsylvania.
Gregg morì a Reading (Pennsylvania); era uno degli ultimi sopravvissuti della guerra civile americana e venne sepolto al Charles Evans Cemetery. La città di Reading gli ha dedicato una statua equestre di bronzo.